# Пам'ятки архітектури Тиврівського району
У Тиврівському районі Вінницької області під охороною держави знаходиться 10 пам'яток архітектури і містобудування, з них 1 — національного значення.
| Пор. №                 | Найменування пам'ятки        | Датування              | Місцезнаходження            | Охоронний номер        | Дата та № рішення взяття на облік                     |
| Національного значення | Національного значення       | Національного значення | Національного значення      | Національного значення | Національного значення                                |
| ---------------------- | ---------------------------- | ---------------------- | --------------------------- | ---------------------- | ----------------------------------------------------- |
| с. Селище              |                              |                        |                             |                        |                                                       |
| 1                      | Черленківський замок (башта) | 18 ст.                 | с. Селище, вул. Кірова      | 988                    | Постанова Ради Міністрів УРСР від 06.09.1979 р. № 442 |
| Місцевого значення     |                              |                        |                             |                        |                                                       |
| смт Тиврів             |                              |                        |                             |                        |                                                       |
|                        | Садиба Ярошинських           | 17-19 ст.              | вул. Леніна                 | 173-М/0                | Рішення виконкому облради нар. деп.від 14.02.91 № 43  |
| 2                      | Палац                        | 17-19 ст.              | вул. Леніна                 | 173-М/1                | -//-                                                  |
| 3                      | Брама садиби                 | 19 ст.                 | вул. Леніна                 | 173-М/2                | -//-                                                  |
| 4                      | Парк                         | 19 ст.                 | вул. Леніна                 | 173-М/3                | -//-                                                  |
| с. Ворошилівка         |                              |                        |                             |                        |                                                       |
| 5                      | Заїзд                        | 19 ст.                 | с. Ворошилівка, вул. Леніна | 174-М                  | -//-                                                  |
| м. Гнівань             |                              |                        |                             |                        |                                                       |
| 6                      | Костьол                      | п.20 ст.               | м. Гнівань, вул. Леніна     | 175-М                  | -//-                                                  |
| смт Сутиски            |                              |                        |                             |                        |                                                       |
|                        | Садиба Гейдена               | 19 ст.                 | вул. Леніна                 | 176-М/0                | -//-                                                  |
| 7                      | Флігель                      | 19 ст.                 | вул. Леніна                 | 176-М/1                | -//-                                                  |
| 8                      | Вежа в парку                 | д.п.19 ст.             | вул. Леніна                 | 176-М/2                | -//-                                                  |
| 9                      | Сторожка                     | д.п.19 ст.             | вул. Леніна                 | 176-М/3                | -//-                                                  |
| 10                     | Парк                         | д.п.19 ст.             | вул. Леніна                 | 176-М/4                | -//-                                                  |
|                        |                              |                        |                             |                        |                                                       |